# Палац в Е

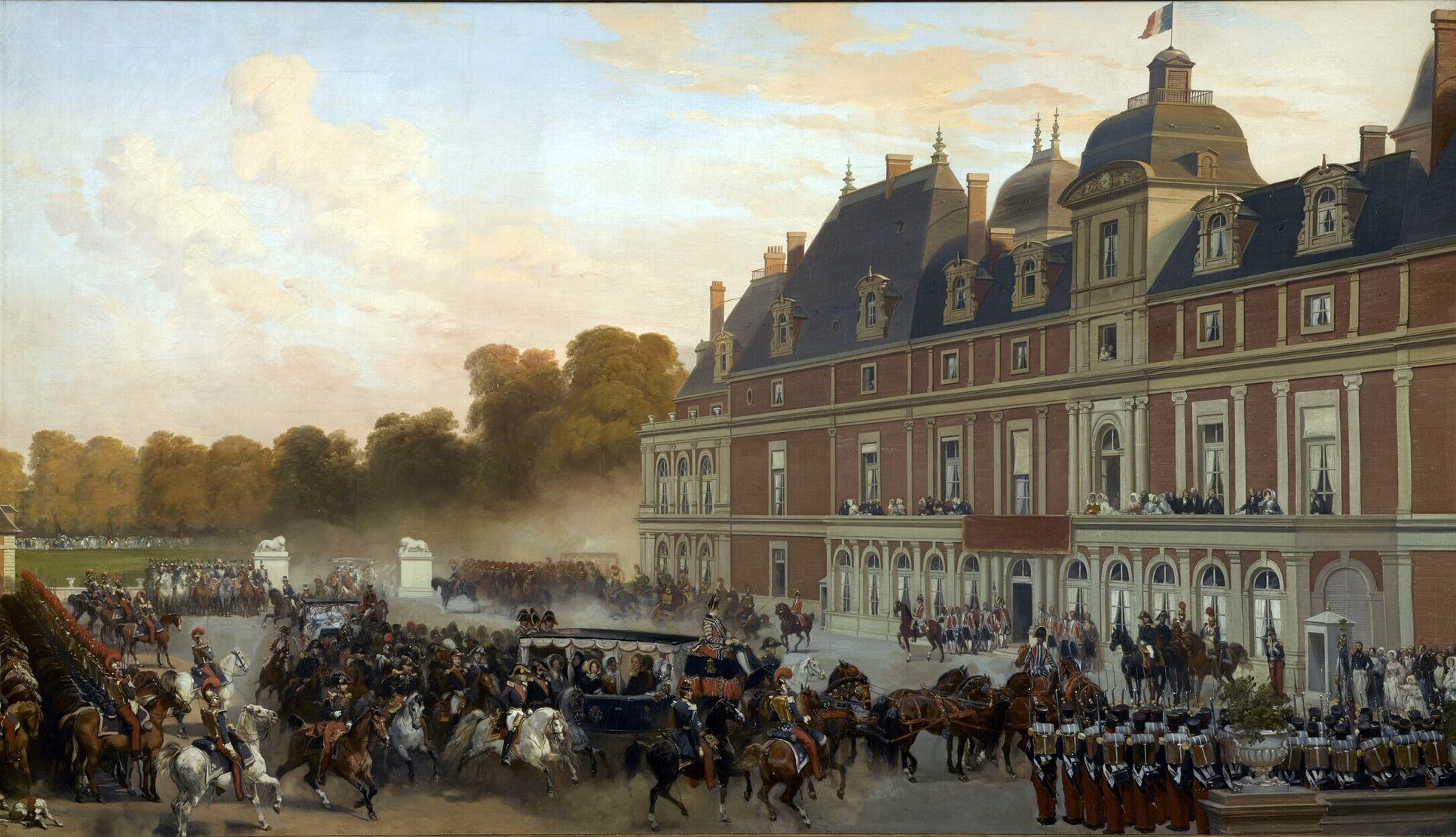
Візит до Е королеви Вікторії став першою за 300 років зустріччю британського та французького монархів

Шато-д'Е (фр. Château d’Eu) — королівський палац у місті Е на півночі Франція, за 4 км від Ла-Маншу.
Побудували в кінці XVI століття герцог Генріх I де Гіз і його дружина, Катерина Клевська на місці замку, зруйнованого в 1475, щоб уникнути його взяття англійцями.
Свого нинішнього вигляду палац набув у XVII столітті, коли його мешканкою була герцогиня Анна де Монпансьє.
Король Луї-Філіпп I перетворив Шато-д'Е на свою літню резиденцію; двічі він приймав у ньому британську королеву Вікторію.
З 1973 в палаці розміщено музей Луї-Філіпа та його епохи.